# Almussafes
Almussafes és una vila i municipi del País Valencià situat a la comarca de la Ribera Baixa. És seu d'un dels principals motors econòmics industrials de l'àrea metropolitana de València i de tot el País Valencià, la factoria de la multinacional automobilística Ford.

## Etimologia
El nom Almussafes prové del Àrab (al-mansaf),i significa 'la meitat del camí'.El nom de la vila, el topònim d'Almussafes apareix documentalment citat per primera vegada en una crònica aràbica, la Takmilia d´Ibn al-Abbar del segle XII , que feia referència a al-almançàf. Amb idèntica transcripció en escriptura aràbica apareix citat també per Ibn Said en la seua obra Mugrib, com han posat de relleu Asín Palacios i Sanchis Guarner.Tot i això, és a partir de la conquesta, el 1238 , quan ja tenim notícies documentals més contrastades del nom actual a propòsit de la donació de l'arqueria d´Almussafes a Pere Sanç, notari de Jaume I.

## Geografia
Situat al sud-oest del llac de l'Albufera. Té una superfície completament plana, de terres argilenques. El clima és mediterrani i els vents dominants són els del nord, l'oest i l'est, sent el provinent del mar el que ocasiona les pluges. Disposa de gran varietat de camps de tarongers.

### Municipis limítrofs
Limita amb Sollana (a la mateixa comarca), amb Alginet i Benifaió (a la Ribera Alta), i amb Silla i Picassent (a la comarca de l'Horta Sud).

### Accessos
Des de València, per carretera, s'accedix a Almussafes a través de la V-31, continuant per l'AP-7 direcció Alacant i desviant-se en l'eixida 532, agafant la carretera CV-42. També compta amb estació de ferrocarril de la línia C-2 de Rodalies València (RENFE).

## Història
Encara que hi ha empremtes de població en l'Eneolític (per la zona de Sollana), el terme d'Almussafes apareix documentat per primera vegada en el segle xi, quan Rodrigo Díaz de Vivar va acampar en una zona anomenada «Rayosa» (l'actual Rojosa) i el gendre de Yúsuf, Abu-Bakr ho va fer en la població. L'origen del nom és àrab, apareix documentalment citat per primera vegada en una crònica aràbiga, la Takmila d´Ibn al-Abbar del segle xii, que feia referència a «al-mansaf», que devia significar 'a mitjan camí'. Era un lloc on es cobraven els tributs de peatge i almoixerifat a vianants, a les seues mercaderies, cavalleries i vehicles que entraven i eixien de València.
Fou conquerida per en Jaume I en 1238 i cedida als soldats de Montpeller que l'ajudaren a conquistar-la. El 19 de maig de 1252, na Navarra, filla d'en García Danvero, atorgà carta de població a 20 persones d'Almussafes, sota dret emfitèutic, i se'n va reservar la torre, el forn i d'altres regalies. El 17 d'abril de 1281, García Lope de Sentia i sa muller Toda Garcés, atorgaren altra carta de població, establint nous colons que devien pagar delmes i primícies a l'església i una quarta part del blat i grans i una sisena part del raïm, oliveres i figues. El 1289 Pere Martínez d'Altazona va vendre la vila i el castell d'Almussafes a Eximén d'Urrea, amb els seus vassalls, cases, terres i altres drets feudals. Urrea tornà a atorgar escriptura de venda aquell mateix any a Raimon Escana, qui va mantenir el lloc fins a 1346, quan el va comprar Joan Rodríguez de Corella. Els enfrontaments entre Rodríguez de Corella i Pere IV durant la Unió implicaren la confiscació d'Almussafes i la seua donació a García Lloris. Este va desistir de la donació i el rei va vendre la vila el 13-07-1351 a l'abat del Reial Monestir de Nostra Senyora de la Valldigna, qui el retingué durant quasi 415 anys, fins al 30-03-1766, que va ser incorporada a la Corona, després d'un plet que va presentar Almussafes davant el Consell d'Hisenda. En l'any 1788 es va deslligar definitivament de la parròquia de Benifaió i es convertí en parròquia.

## Economia

### Agricultura
L'agricultura local tingué sempre la seua importància com l'activitat que més ma d'obra ocupava fins a la implantació de l'empresa multinacional Ford Espanya a mitjan anys setanta, ja que el sector de la indústria fins aquell moment era molt minoritari i quasi inexistent.
Aquell fet va provocar una gran disminució de les terres de cultiu, ja que l'empresa ocupà 270 hectàrees, un espai equivalent a una quarta part de tot el terme municipal. Els quaranta anys que han passat i l'envelliment dels agricultors professionals ha provocat que en queden ja pocs. Encara que n'hi ha prou persones que dediquen algun temps a l'agricultura de forma secundària.
En 1951 es va constituir la Cooperativa Agrícola Ganadera de Almussafes (Coagal) que amb la seua consolidació en les anys seixanta i setanta va contribuir a dinamitzar una agricultura intensiva i comercial. A partir de l'any 1964 es donà la pràctica desaparició del sector ramader.
En els últims anys hem assistit a una disminució gradual dels camps de cultiu. Però al mateix temps que s'arrancaven molts camps de cítrics se'n plantaven de caquis. Malgrat això, l'extensió de cultius del terme municipal ha entrat en una desatenció de la sisena part, quantitat que representa entre un 12 i un 13% de les 7.700 fanecades de terra
Les dades de l'última campanya hortofrutícola de Coagal –la de 2015-2016– donen les xifres següents: 5.540.444 quilograms de cítrics, amb un augment molt important de la varietat okitsu al mateix temps que es reduïxen les varietats clementina, navelina i lane-late, 1.560.050 quilograms d'hortalisses, fonamentalment col xinesa i melons d'Alger que representen un total del 85,53% i 2.121.271 quilograms de fruites, entre les quals els caquis –caquier– representen el 94,76%.

### Factoria Ford i indústries auxiliars
L'activitat econòmica d'Almussafes i les poblacions limítrofes es concentra al voltant de la factoria d'automòbils Ford, inaugurada el 18 d'octubre de 1976, on s'han fabricat més de 9 milions de vehicles. Esta factoria acobla en l'actualitat els models Focus, Fiesta, Ford Ka de la marca Ford i el Mazda 2. La producció mitjana diària és de 2.000 unitats.
La factoria de Ford oferix ocupació directa a 7.000 persones, mentre que la indústria auxiliar ocupa uns 21.000 treballadors addicionals. L'origen de la fàbrica es remunta a 1973, quan la multinacional nord-americana llavors dirigida per Henry Ford II va decidir adquirir 636 horts en la comarca amb una extensió total de 270 hectàrees.
Més enllà de la importància de la companyia amb caràcter local, la quota de Ford Motor en el Producte Interior Brut del País Valencià ascendix al 8,2%.

## Demografia
Durant la segona meitat del segle xx la població va augmentar en més del 50 per cent.
| 1990  | 1992  | 1994  | 1996  | 1998  | 2000  | 2002  | 2004  | 2006  | 2007  | 2009  | 2010  | 2011  | 2012  | 2013  | 2014  | 2018  |
| ----- | ----- | ----- | ----- | ----- | ----- | ----- | ----- | ----- | ----- | ----- | ----- | ----- | ----- | ----- | ----- | ----- |
| 6.249 | 6.471 | 6.676 | 6.881 | 7.030 | 7.256 | 7.318 | 7.459 | 7.836 | 7.967 | 8.300 | 8.358 | 8.408 | 8.523 | 8.567 | 8.744 | 8.932 |

## Política i Govern

### Composició de la Corporació Municipal
El Ple de l'Ajuntament està format per 13 regidors. En les eleccions municipals de 26 de maig de 2019 foren elegits 9 regidors del Partit Socialista del País Valencià (PSPV-PSOE), 3 de Compromís per Almussafes i 1 del Partit Popular (PP).
| Eleccions municipals de 26 de maig de 2019 - Almussafes                                                                      |                                          |                                     |                                     |        |          |          |
| Candidatura | Candidatura                              | Candidatura                         | Cap de llista                       | Vots   | Vots     | Regidors |
| | Partit Socialista del País Valencià-PSOE |                                     | Antonio González Rodríguez          | 3.029  | 57,79%   | 9 (+2)   |
| | Compromís per Almussafes                 |                                     | Lourdes Moreno Blay                 | 1.114  | 21,26%   | 3 (-2)   |
| | Partit Popular                           |                                     | Rafael Enrique Beltrán Doménech     | 630    | 12,02%   | 1 ()     |
| | Altres candidatures                      |                                     |                                     | 436    | 8,32%    | 0        |
| | Vots en blanc                            |                                     |                                     | 32     | 0,61%    |          |
| Total vots vàlids i regidors                                                                                                 | Total vots vàlids i regidors             | Total vots vàlids i regidors        | Total vots vàlids i regidors        | 5.241  | 100 %    | 13       |
| | Vots nuls                                | Vots nuls                           | Vots nuls                           | 38     | 0,73%    |          |
| Participació (vots vàlids més nuls)                                                                                          | Participació (vots vàlids més nuls)      | Participació (vots vàlids més nuls) | Participació (vots vàlids més nuls) | 5.279  | 75,96%** |          |
| Abstenció | Abstenció                                | Abstenció                           | Abstenció                           | 1.671* | 24,04%** |          |
| Total cens electoral | Total cens electoral                     | Total cens electoral                | Total cens electoral                | 6.950* | 100 %**  |          |
| Alcalde: Antonio González Rodríguez (PSPV) (15/06/2019) Per majoria absoluta dels vots dels regidors (9 vots de PSPV)        |                                          |                                     |                                     |        |          |          |
| Fonts: JEC, JEZ Sueca, M. Interior, Periòdic Ara. (* No són vots sinó electors. ** Percentatge respecte del cens electoral.) |                                          |                                     |                                     |        |          |          |

### Alcaldes
Des de 2015 l'alcalde d'Almussafes és Antonio González Rodríguez, del Partit Socialista del País Valencià-PSOE.
| Període                       | Alcalde o alcaldessa                                     | Partit polític   | Data de possessió     | Observacions                                       |
| ----------------------------- | -------------------------------------------------------- | ---------------- | --------------------- | -------------------------------------------------- |
| 1979–1983                     | Miguel Duart Aparici Vicent Escrivà Ribes                | UCD Independent. | 19/04/1979 29/05/1979 | Proclamació il.legal. Recurs i sèntencia judicial. |
| 1983–1987                     | Vicent Escrivà Ribes                                     | PSPV-PSOE        | 28/05/1983            | Majoría absoluta.                                  |
| 1987–1991                     | Vicent Escrivà Ribes                                     | PSPV-PSOE        | 30/06/1987            | Majoria absoluta.                                  |
| 1991–1995                     | Vicent Escrivà Ribes                                     | PSPV-PSOE        | 15/06/1991            | Majoria absoluta.                                  |
| 1995–1999                     | Vicent Escrivà Ribes Josep Chaqués i Pérez               | PSPV-PSOE UPV-BN | 17/06/1995 04/03/1997 | Moció de censura UPV+UV+PP --                      |
| 1999–2003                     | Josep Chaqués i Pérez                                    | BLOC-Verds       | 03/07/1999            | --                                                 |
| 2003–2007                     | Mª Ángeles Lorente Iglesias                              | PSPV-PSOE/EU-E   | 14/06/2003            | Majoria absoluta.                                  |
| 2007–2011                     | Mª Carmen Santos-Juanes Fuster Albert Girona i Albuixech | PP BLOC          | 16/06/2007 15/01/2009 | Pacte de govern PP+Bloc-EUPV --                    |
| 2011–2015                     | Albert Girona i Albuixech                                | Compromís        | 11/06/2011            | --                                                 |
| 2015–2019                     | Antonio González Rodríguez                               | PSPV-PSOE        | 13/06/2015            | Majoria absoluta                                   |
| 2019-2023                     | Antonio González Rodríguez                               | PSPV-PSOE        | 15/06/2019            | Majoria absoluta.                                  |
| Des de 2023                   | Antonio González Rodríguez                               | PSPV-PSOE        | 17/06/2023            | --                                                 |
| Fonts: Generalitat Valenciana |                                                          |                  |                       |                                                    |

## Monuments
- Torre de Rassef. Construïda entre els segles viii i xi, de planta quadrangular, 24 m d'alçada, formava part del caseriu original i després va servir de presó. Actualment es troba en perfecte estat i integrada en la població.
- Església de Sant Bartomeu. Barroca de 1788, amb interior xorrigueresc i apreciables pintures.

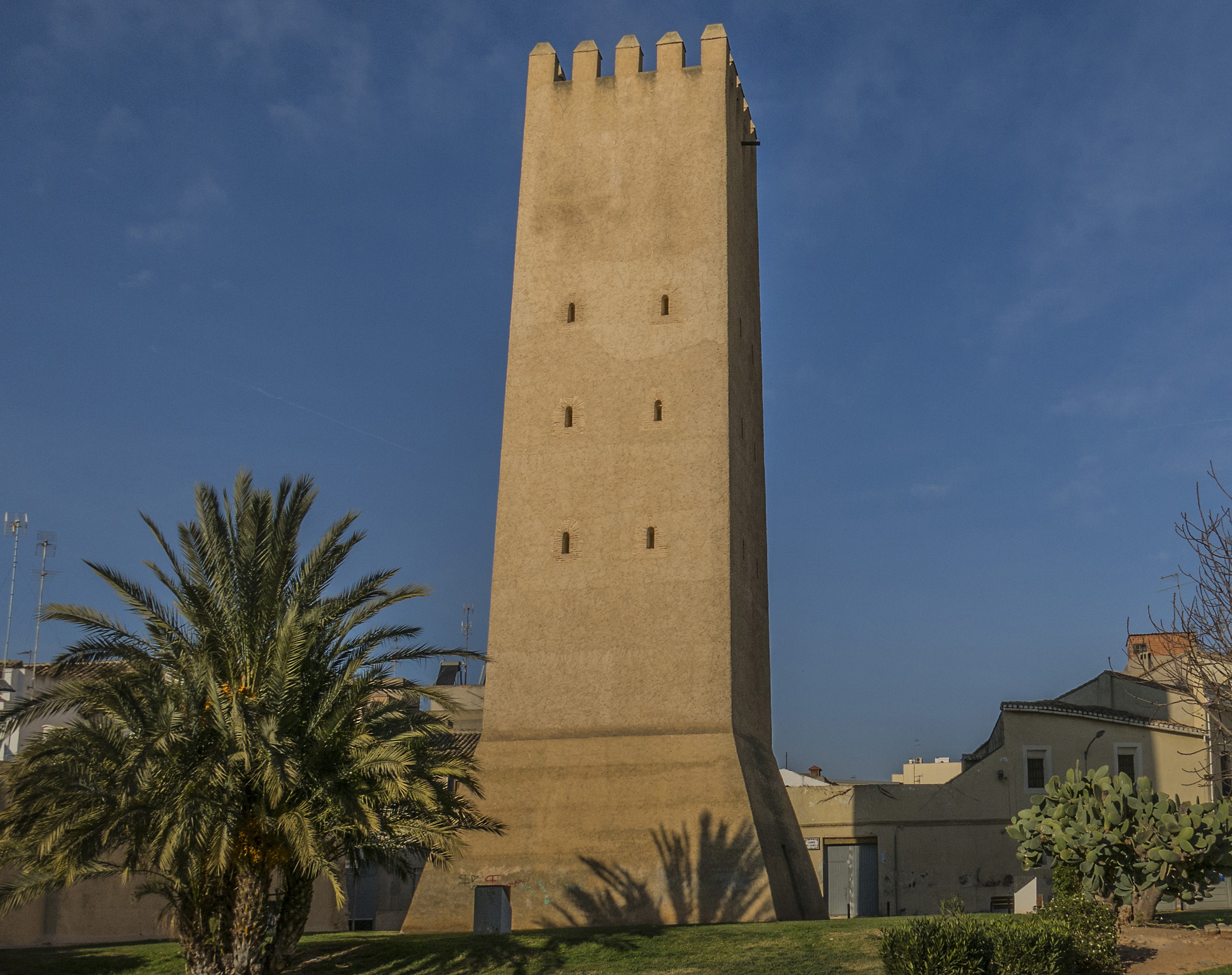
Torre de Rassef
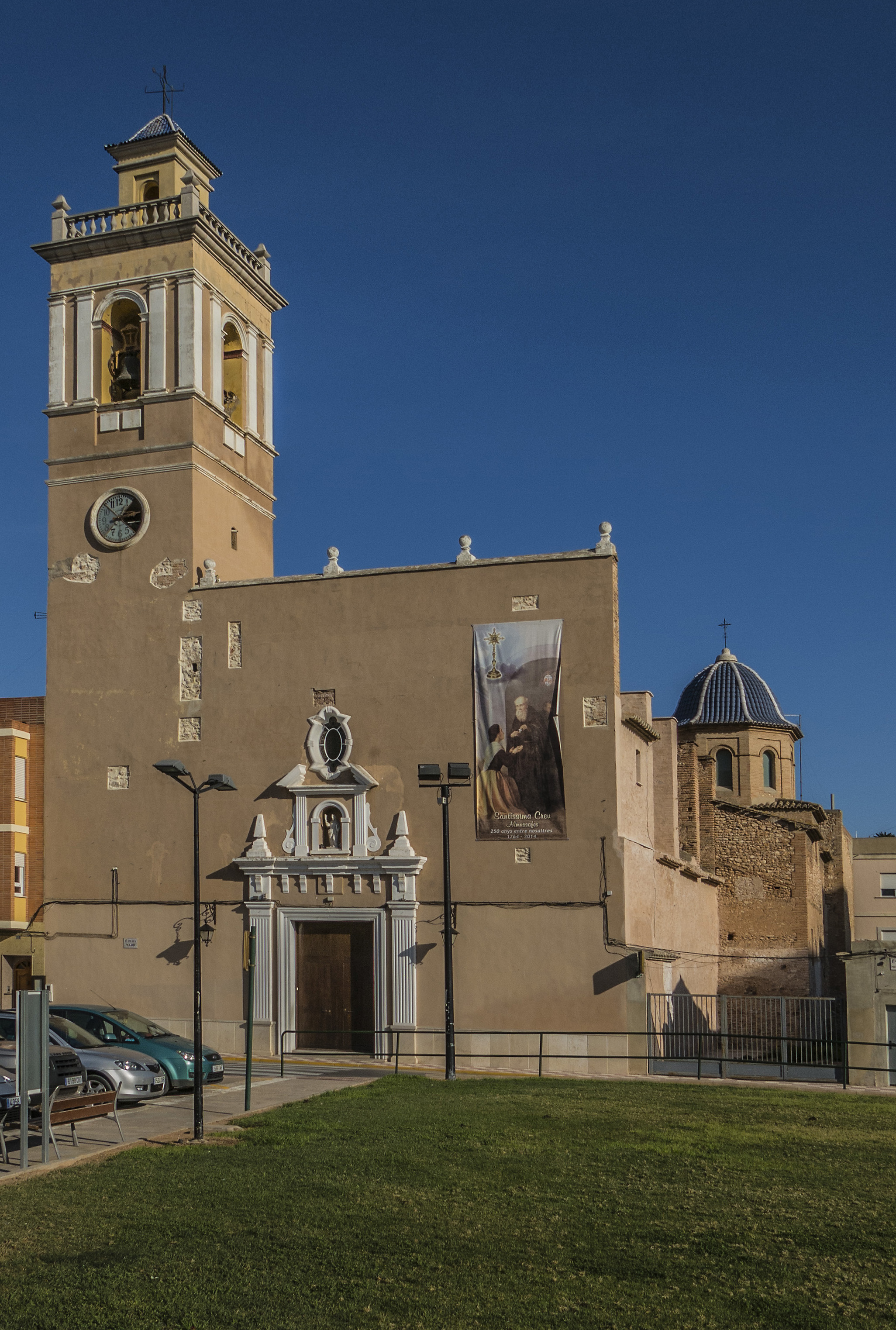
Església de Sant Bartomeu

- El mercat municipal, ubicat al centre de la població data de l'any 1956, i l'any 2011 acabaren les obres de millora consistents en la millora de l'accessibilitat, substitució de la coberta superior i la modernització de la façana del mercat i del seu equipament interior així com la instal·lació de dues noves portes laterals.[16][17]

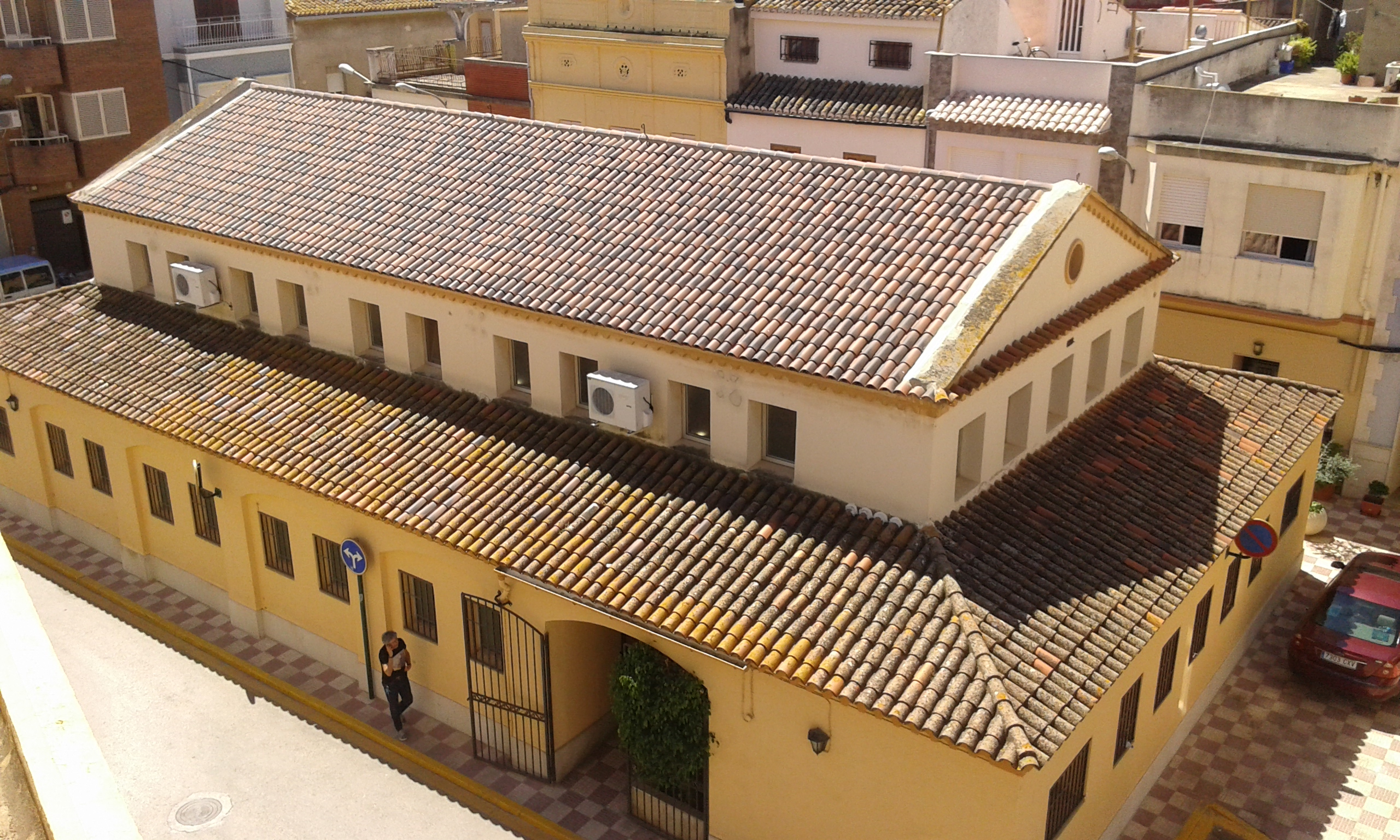
Mercat d'Almussafes

## Festes i celebracions
- Festes Patronals. Del 13 al 16 de juliol se celebren les festes en honor dels seus patrons Sant Bertomeu i la Santíssima Creu amb revetles, espectacles pirotècnics, actuacions musicals, dances tradicionals valencianes, cercaviles, actes religiosos, etc. És destacable l'Homenatge a la Paella o la desfilada de Moros i Cristians.

## Fills il·lustres
- Antoni Ludenya (Almussafes, 1740 - Cremona, Itàlia, 1820), matemàtic i físic
- Vicente Gay Forner (Almussafes, 10-12-1876 - Madrid, 03/12/1949), economista, polític i escriptor
- Lluís Duart Alabarta (Almussafes 1908 - Benidorm 1983), eclesiàstic i historiador
- Salvador Botella Rodrigo (Almussafes, 1929 - Riba-roja de Túria, 2006), ciclista professional
- Héctor Villalba Chirivella (Almussafes, 1954), president de les Corts Valencianes i d'Unió Valenciana entre 1997 i 1999
- Carles Magraner, músic
- Abel Ruiz Ortega, futbolista